# Arisaka 38
Az Ariszaka 38 típusú puska (japánul 三八式歩兵銃, さんぱちしきほへいじゅう, kiejtve szan pacsi siki hohei dzsú, magyarul 3-8 típusú gyalogsági puska) a japán hadsereg alapvető gyalogsági ismétlőfegyvere volt az első világháború során. A „38-as típus” a Meidzsi-naptár 38. évére utal (1905), ez jelzi a típus rendszerbe állításának évét.